# Balkan Petroleum
Balkan Petroleum este companie românească din domeniul petrolier patronată de Marian Iancu.
Balkan Petroleum a fost înființată la Londra, de firmele Central Europe Petroleum (CEP) și VGB Invest, care dețin câte 50% din acțiuni.
Înainte de 12 februarie 2003, firma CEP se numea Regal Petroleum Services Limited, aceasta fiind firma lui Vasile Frank Timiș, controversatul căutător de aur de la Roșia Montană.